# 히라카타정 (오사카부)
히라카타정(일본어: 枚方町)은 일본 오사카부 기타카와치군에 설치되었던 정이다. 현재의 히라카타시 서부에 해당한다.